# Montalto Carpasio

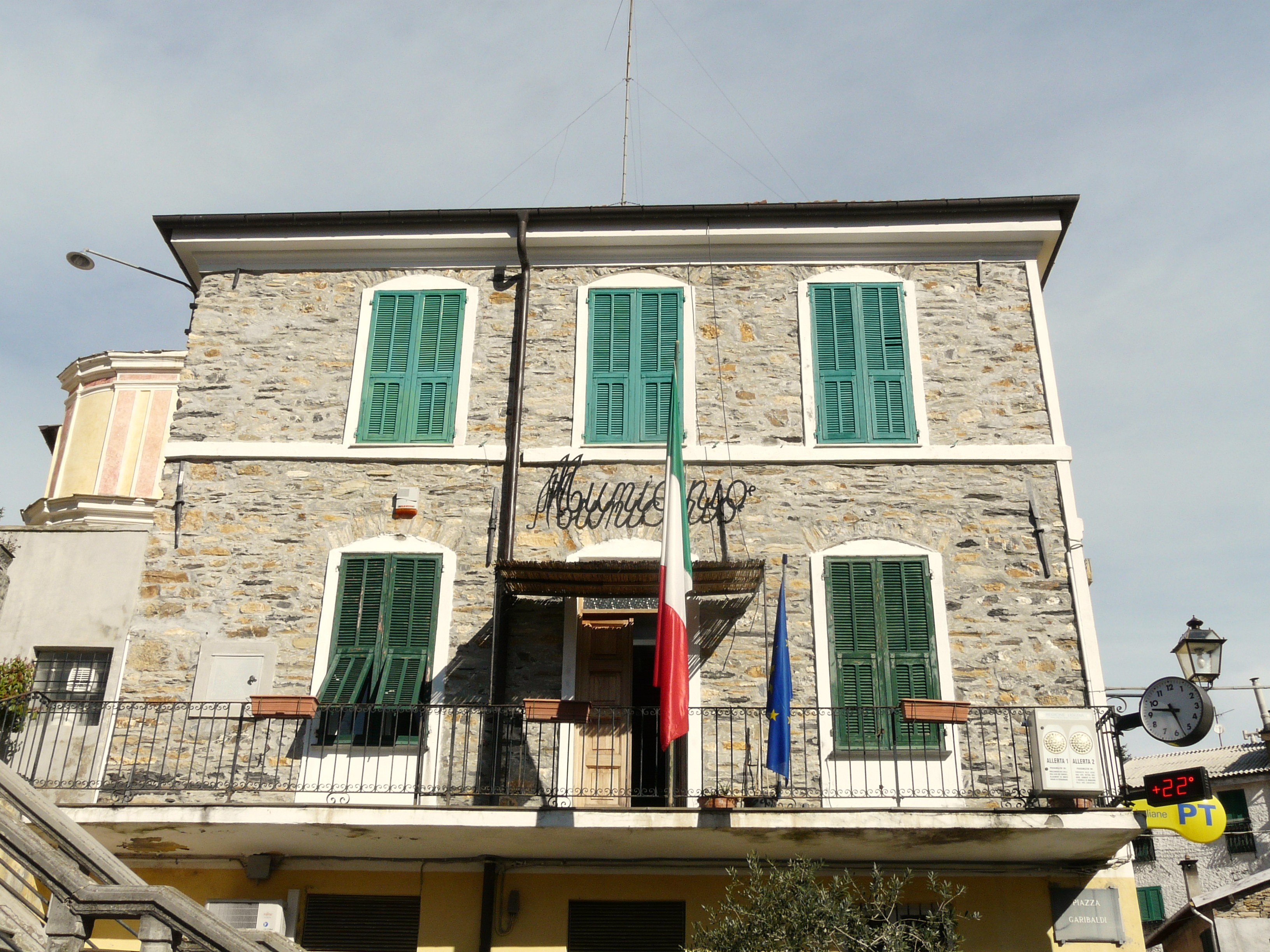

Montalto Carpasio is een gemeente in de Italiaanse provincie Imperia (regio Ligurië) en telt 510 inwoners (30-06-2019). De gemeente is in 2018 ontstaan door de fusie van Carpasio en Montalto Ligure.

## Geografie
De gemeente ligt op ongeveer 720 m boven zeeniveau.
Montalto Carpasio grenst aan de volgende gemeenten: Badalucco, Borgomaro, Dolcedo, Molini di Triora, Prelà, Rezzo.